# Žvelgaitis
Žvelgaitis o Svelgates (letteralmente colui che si guarda intorno) (... – 1205) è stato un duca lituano, cronologicamente il primo in assoluto citato da fonti affidabili.
Il racconto della sua spedizione e della sua morte è pervenuto a noi grazie alle Cronache di Enrico di Livonia, scritte da un cronista tedesco dell'inizio del XIII secolo e relative alla storia lettone. Gli eventi narrati vanno dal 1186 al 1227.

## Biografia

### Il racconto di Enrico di Livonia
Žvelgaitis viene definito come "ricco e potente" nel testo di Enrico di Livonia. Non si trattava tuttavia del duca supremo, poiché guidava l'esercito in nome di un altro signore più potente la cui identità però è ignota poiché non indicata.
Nel 1205, Žvelgaitis guidò almeno 2.000 cavalieri verso nord, dalla Lituania a Riga, sulla strada per attaccare e saccheggiare l'Estonia. Di ritorno dall'Estonia a metà inverno con bottino e schiavi estoni, le sue truppe furono attaccate all'improvviso e decimate mentre attraversavano cumuli di neve alti fino alla cintola. A scatenare l'offensiva furono i livoni e i tedeschi di Riga, guidati da Viestards, sovrano dei semgalli: per affrontare le condizioni avverse, fu fatto ricorso a slitte. Žvelgaitis fu ucciso da un giavellotto lanciato dal tedesco Theodore Schilling. I cavalieri lituani morti furono 1.200; anche gli schiavi estoni furono massacrati, come punizione per "crimini in passato commessi" a danno dei livoni. In Lituania, il mancato ritorno di Žvelgaitis fu particolarmente sentito: in base a quanto tramandato, circa cinquanta mogli dei soldati lituani si uccisero per il dolore, sperando di tornare presto al fianco dei loro mariti caduti in battaglia.

### Ricostruzioni storiografiche
Secondo lo studioso lituano Keistutis P. Devenis, Daujotas e Viligaila, due dei cinque duchi anziani (o più influenti) citati in un trattato del 1219 stipulato con la Galizia-Volinia, sarebbero discendenti di Žvelgaitis.

### Il mistero sulla tomba di Žvelgaitis
Alcune ricostruzioni archeologiche hanno circoscritto l'area in Žvelgaitis esercitava il suo dominio nei pressi di Žagarė, anche se non vi è unanimità di opinioni. Esiste infatti un tumulo funerario nelle immediate vicinanze del centro abitato intitolato al duca Žvelgaitis. Si ritiene inoltre che la sua residenza sorgesse sopra la sua tomba, ma oggi non vi è più nessun resto. Secondo le leggende, esisterebbe un passaggio sotterraneo segreto che collegherebbe il tumulo di Žvelgaitis ad un altro situato a Raktuvė, in Lettonia. La tomba è situata sulla sponda sinistra del fiume Svēte e a sud-est della strada che porta ad Akmenė. La lunghezza è di circa 830 metri e in alcuni punti l'altezza raggiunge i 20 metri. I lavori di scavo hanno portato alla luce diverse suppellettili.